# Kühren
Kühren er en by og kommune i det nordlige Tyskland, beliggende i Amt Preetz-Land i den sydvestlige del af Kreis Plön. Kreis Plön ligger i den østlige/centrale del af delstaten Slesvig-Holsten.

## Geografi
Kommunen Kühren grænser mod nord til byen Preetz og mod vest til kommunen Löptin; Østgrænsen til Preetz dannes af søen Lanker See og det tilgrænsende gods Gut Wahlstorf. Mod syd grænser den til kommunen Stolpe.